# Tarrant Launceston
Tarrant Launceston est une paroisse civile et un village du Dorset, en Angleterre.